# Carl Gustaf Ekman

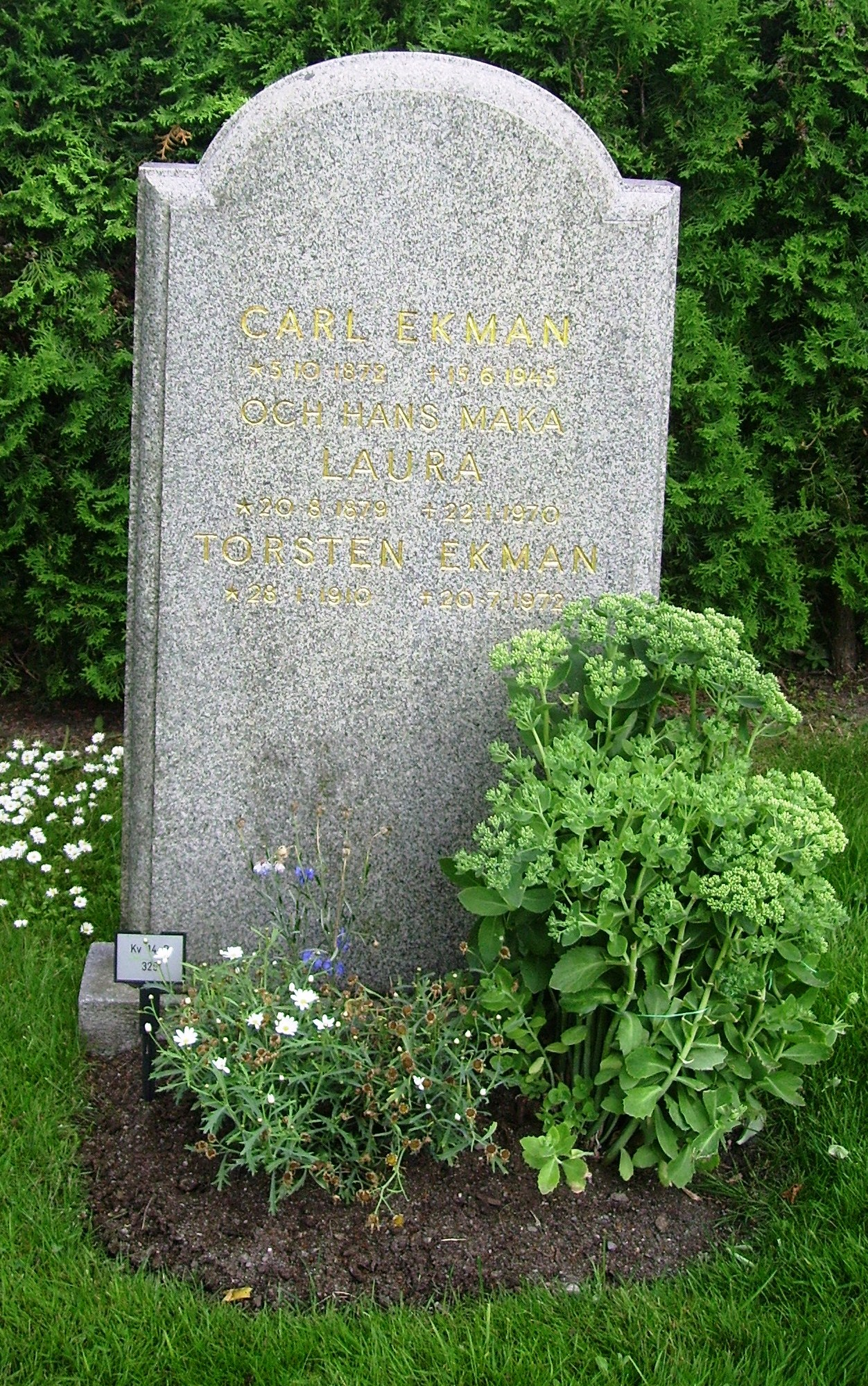
Gravvård på Norra begravningsplatsen i Solna kommun.

Carl Gustaf Ekman, född 6 oktober 1872 i Munktorp, död 15 juni 1945 i Stockholm, var en svensk politiker (frisinnad) och tidningsman, som var statsminister 1926–1928 och 1930–1932. Han var riksdagsman 1911–1932 (första och andra kammaren), förtroenderådets ordförande i Frisinnade landsföreningen 1923–1934 och partiledare för Frisinnade folkpartiet 1924–1932.
Ekman gifte sig 1900 med Laura Ekman, född Widlund (1879–1970). De fick tillsammans fyra barn: Gertrud (1901–2002), Ingrid (1903–1989), Torsten (1910–1972) och Ragnar (1917–2011).

## Födsel och tidig levnad
Carl Gustaf Ekman föddes i Munktorp i Västmanlands län, som son till soldattorparen Carl Ekman-Kraft (1835–1911) och Josefina, född Säfström (1831–1914). Han började arbeta som dräng vid tolv års ålder, var stenhuggeriarbetare och elev vid Kristinehamns praktiska skola 1893–1895, redaktionssekreterare på Bärgslagsbladet 1896, redaktör för Sjukkassebladet 1898. Under tiden slukade han allt vad han kom åt att läsa, fick förtroendeuppdrag i nykterhetsrörelsen och blev anställd funktionär.

## Nykterhetsvän och riksdagsman
Ekman befordrades som 25-åring till chef för Nykterhetsvännernas sjuk- och begravningskassa i Eskilstuna och blev chefredaktör för liberala Eskilstuna-Kuriren 1908–1913. Hans försök att nå riksdagen stupade på den stora socialdemokratiska dominansen i industristaden Eskilstuna, men sedan liberalerna 1911 lyckats placera honom i första kammaren för Gävleborgs läns valkrets, etablerade han sig snabbt som ledare för den frisinnade fraktionen och landets ledande agitator för ett totalt alkoholförbud. 1913 flyttade han till Stockholm och blev chefredaktör för Afton-Tidningen till 1918. Han behöll sitt Gävleborgsmandat i första kammaren till 1922, då han bytte till Stockholms läns och Uppsala läns valkrets. Åren 1929–1932 satt han i andra kammaren för Stockholms stads valkrets.

## "Riksvågmästaren"
Ekman blev 1920-talets mest inflytelserike och omdiskuterade politiker. Inom socialdemokratin uppfattades han som en "klassförrädare" då han med arbetarbakgrund gått över till de borgerliga. Därtill var han arkitekten bakom flera socialdemokratiska regeringars fall: Brantings 1923 och Sandlers 1926, men också högerregeringen Lindmans fall 1930. Denna maktposition hade han nått efter det att han varit en drivande kraft bakom Liberala samlingspartiets sprängning 1923. Motsättningarna i alkoholförbudsfrågan efter folkomröstningen 1922 nådde en kulmen mellan liberaler som var emot förbud och frisinnade som var för. Ekman blev ledare för det nybildade Frisinnade folkpartiet.
Som partiledare verkade han för att stärka de frisinnades inflytande genom samarbete omväxlande åt höger och vänster. Han skänkte begreppet vågmästeri ett ansikte, först via riksdagens utskott ("utskottsparlamentarismen") och sedan i regeringsställning. Den som behärskar mitten behärskar spelet, löd hans maktpolitiska strategi som byggde på att inget block hade klar majoritet i riksdagen.

## Ämbetstiderna som statsminister
Efter Sandlers fall 1926 blev Ekman statsminister första gången, den 7 juni samma år. Han var även chef för Finansdepartementet 7 juni–30 september samma år. Ekman lade tyngdpunkten än till höger, än till vänster och klarade sig bättre än de flesta väntat. Han löste den gamla surdegen om kommunalskatten, som fällde regeringen Edén, med en lag om proportionell skatt, som gäller än idag. Ekman slutförde också en genomgripande skolreform. Efter högerns valframgångar 1928 fick han den 2 oktober lämna över regeringsmakten till Lindman.
Ekman återkom 1930 då han och Per Albin Hansson fällt regeringens förslag om höjda spannmålstullar. Han var även chef för Försvarsdepartementet 7 juni 1930–19 juni 1931. Denna andra period – 7 juni 1930–6 augusti 1932 – som statsminister blev svår. Den internationella depressionen efter börskraschen 1929 hade nått Sverige med problem för både industri och jordbruk. Med sin traditionellt sparsamma attityd hade Ekman svårt att godta en expansiv stimulanspolitik i tidens anda.
Under 1931 drogs Ekman in i historien kring den Munckska kåren. Till dessa svårigheter kom i Kreugerkraschens spår en debatt om ekonomiska bidrag från Kreuger som Ekman personligen tagit emot å partiets vägnar. När Ekman först förnekade förekomsten av ett av dessa bidrag, ledde den offentliga debatten till att han ansåg sig tvungen avgå som statsminister en månad före riksdagsvalet 1932, som blev ett stort nederlag för de frisinnade. 

## Senare levnad och död
Ekman kom aldrig tillbaka till politiken. Mindre än två år efter hans avgång var hans parti borta – åter sammanslaget med liberalerna under namnet Folkpartiet. Han levde därefter tillbakadraget, och dog i Stockholm den 15 juni 1945. 

## Eftermäle
Omdömet beträffande Ekman har i hög grad präglats av dennes åstadkomna vågmästarpolitik. När det gällde Kreugeraffären, så trodde inte heller hans politiska motståndare, att Ekman hade gynnat sig själv ekonomiskt genom Ivar Kreuger, vilken för övrigt hade givit bidrag till alla partier förutom kommunisterna. Hans politiska meningsmotståndare utnyttjade dock Ekmans motstridiga besked för att slutgiltigt fråntaga honom hans heder och ära. Emellertid har Ekmans delaktighet i Kreugeraffären också bidragit till att framställa honom i en tvivelaktig politisk dager.

## I populärkulturen
I Sveriges Televisions tredelade miniserie om Ivar Kreuger, av Lars Molin, från 1998, gestaltas han av skådespelaren Ingvar Hirdwall.